# Woman Out of Control
Woman Out of Control è il secondo album solista del musicista statunitense Ray Parker Jr., pubblicato dalla Arista Records nel 1983.

## Il disco
Nella prima metà degli anni ottanta, anche la black music risente dell'avvento della musica elettronica del periodo, cominciando ad utilizzare, con più costanza, la maggior parte degli strumenti appartenenti alla famiglia degli elettrofoni. Col suo album Woman Out of Control, Ray Parker Jr. conferma questo passaggio storico: basti pensare ad Electronic Lover o, meglio ancora, ad Invasion, brano dalla durata approssimativa di sette minuti in cui ogni strumento viene surclassato dai vari sintetizzatori. Il disco, ad ogni modo, non riesce ad ottenere i consensi del pubblico, raggiungendo solo il 45º posto della hit parade generale, mentre il singolo I Still Can't Get Over Loving You giunge 12º nella classifica R&B statunitense. Il secondo 45 giri estratto dal long playing è Woman Out of Control (#77 US R&B).

## Tracce
Testi e musiche di Ray Parker Jr.

### Lato A
1. Woman Out of Control - 4:14
2. I Still Can't Get Over Loving You - 4:07
3. Electronic Lover - 4:28
4. In the Heat of the Night - 4:16

### Lato B
1. I Don't Wanna Know - 4:33
2. She Still Feels the Need - 4:07
3. Invasion - 7:32
4. N2U2 - 3:52

## Musicisti
- Ray Parker Jr. - batteria, basso, chitarra, piano, sintetizzatore, cantante solista e voce
- Charles Green - sassofono e flauto
- Eddie "Bongo" Brown - conga
- Jack Ashford - tamburello
- Ollie E. Brown - percussioni e batteria
- J.D. Nicholas - voce
- Anita Sherman - voce
- Alex Brown - voce
- Arnell Carmichael - voce